# Weston-under-Redcastle
Weston-under-Redcastle est une paroisse civile et un village du Shropshire, en Angleterre.